# Balsana fusconotata
Balsana fusconotata är en insektsart som först beskrevs av Carl Stål 1862.  Balsana fusconotata ingår i släktet Balsana och familjen spottstritar. Inga underarter finns listade i Catalogue of Life.